# Тонгарева (язык)
Тонгаре́ва, также пе́нринский язы́к или мангаронгаро — полинезийский язык, распространённый на атолле Пенрин (Тонгарева) в северной части Островов Кука. Значительная часть носителей языка также проживает на «столичном» острове Раротонга и в эмиграции — крупные сообщества тонгареванцев существуют в Новой Зеландии и Австралии. В англоязычной научной литературе язык чаще всего называется Penrhyn по колониальному названию острова.
Считается, что язык тонгарева находится на грани вымирания из-за перехода многих его носителей на близкородственный язык маори островов кука (раротонгский) — язык большинства других островов страны, школьного образования и СМИ. Этот процесс проходит с огромной скоростью из-за сравнительно небольшого количества различий между этими идиомами: они ограничиваются несколькими фонетическими переходами, расхождениями в семантике отдельных лексем и некоторыми грамматическими конструкциями. По многочисленным свидетельствам, даже носители «чистых» раротонга и тонгарева понимают друг друга практически полностью. Тонгарева — не единственный пример идиома, близкого к раротонгскому и наделённого формальным статусом самостоятельного языка на территории Островов Кука. В таком же положении находится и язык ракаханга-манихики, изученный и описанный ещё хуже, чем тонгарева. Оба они не преподаются в школах и не имеют устоявшейся письменной нормы, используются только в устной речи в нескольких деревнях на малонаселённых островах на севере архипелага. На языке тонгарева не опубликовано ни одного текста.